# Antigues ciutats del nord de Síria
Les Ciutats Mortes (àrab: المدن الميتة, al-Mudun al-Mayyita) o Ciutats Oblidades (àrab: المدن المنسية, al-Mudun al-Mansiyya) són un grup de 700 assentaments abandonats al nord-oest de Síria entre Alep i Idlib. Estan inscrits a la llista del Patrimoni de la Humanitat des del 2011.